# Idstedter Räuberhöhle

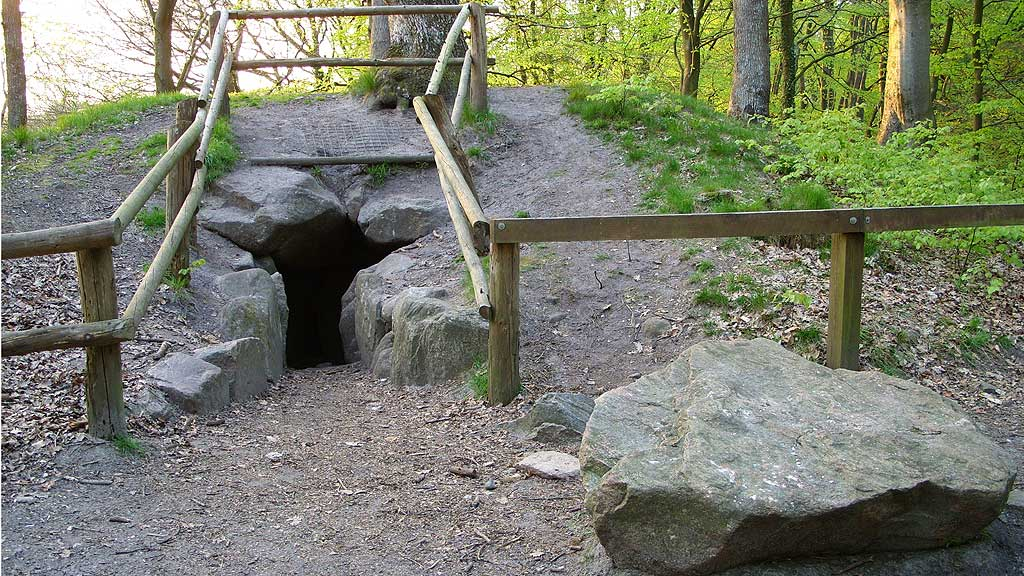
Idstedter Räuberhöhle

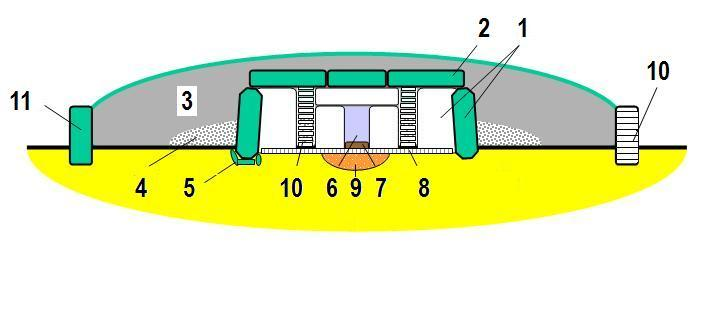
Schema Ganggrab (Querschnitt) 1=Trag-, 2= Deckstein, 3=Erdhügel, 4=Dichtung, 5=Verkeilsteine, 6=Zugang, 7= Schwellenstein. 8=Bodenplatten, 9=Unterbodendepots, 10=Zwischenmauerwerk 11=Randsteine

Die Idstedter Räuberhöhle (dän. Røverhulen) ist eines der wenigen Ganggräber Schleswig-Holsteins, das noch in einem guten Zustand ist. Es ist eine Anlage der Trichterbecherkultur (TBK), die zwischen 3500 und 2800 v. Chr. entstanden ist. Das Ganggrab ist eine Bauform jungsteinzeitlicher Megalithanlagen, die aus einer Kammer und einem baulich abgesetzten, lateralen Gang besteht. Diese Form ist primär in Dänemark, Deutschland und Skandinavien sowie vereinzelt in Frankreich und den Niederlanden zu finden.
Sie liegt im Idstedter Wald südlich des Ortes Idstedt in einem etwa 2,5 m hohen Rundhügel von über 17 m Durchmesser in einer unübersichtlichen Rechtskurve der Straße Arenholzfeld von Schleswig nach Idstedt. Von Schleswig kommend 150 m hinter dem Abzweig „Wilhelmslust“ rechts der Straße, etwa 10 m im Wald.
Die trapezförmige 4,4 m lange und 1,5 m bis 2 m breite Kammer ist innen etwa 1,5 m hoch. Sie wird von neun Trag- und drei Decksteinen gebildet. Der einst 3,5 m lange Gang ist nur teilweise erhalten. Es wurden keine Funde gemacht. Das Objekt trägt die Sprockhoff-Nr. 43.

## Siehe auch

Idstedter Räuberhöhle
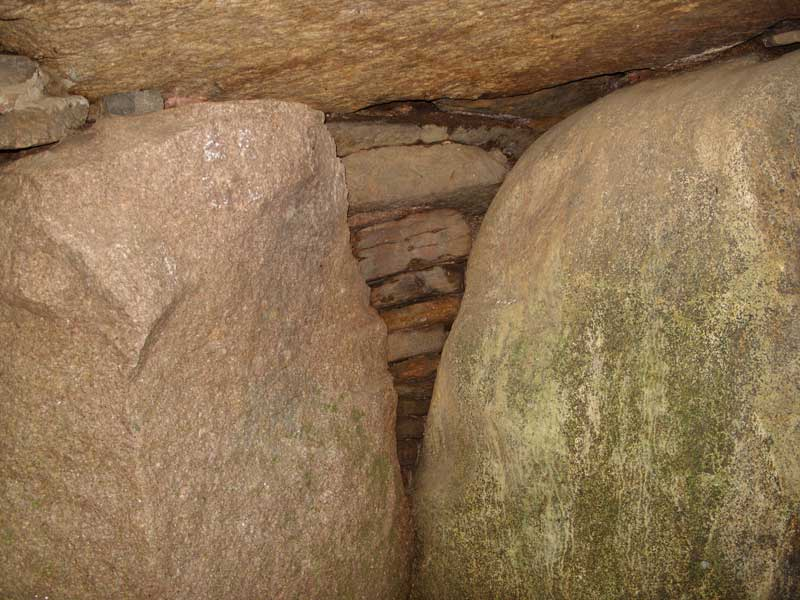
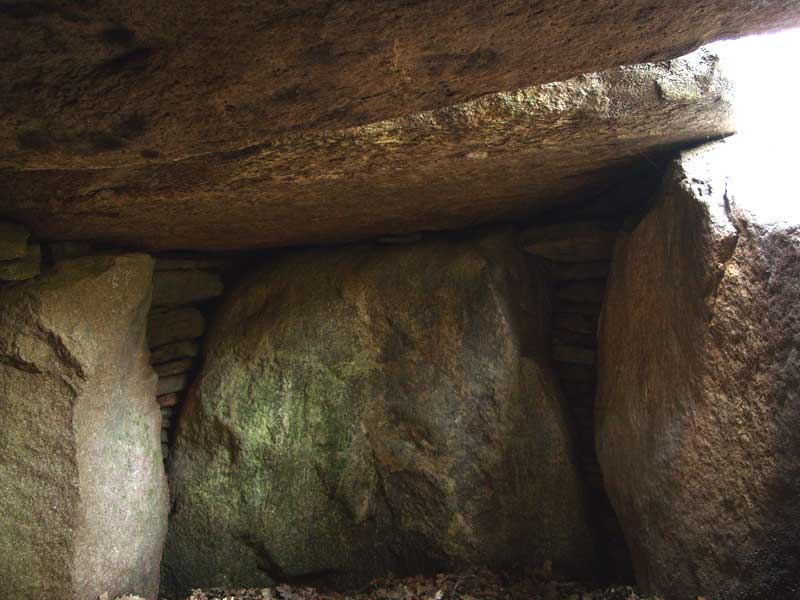
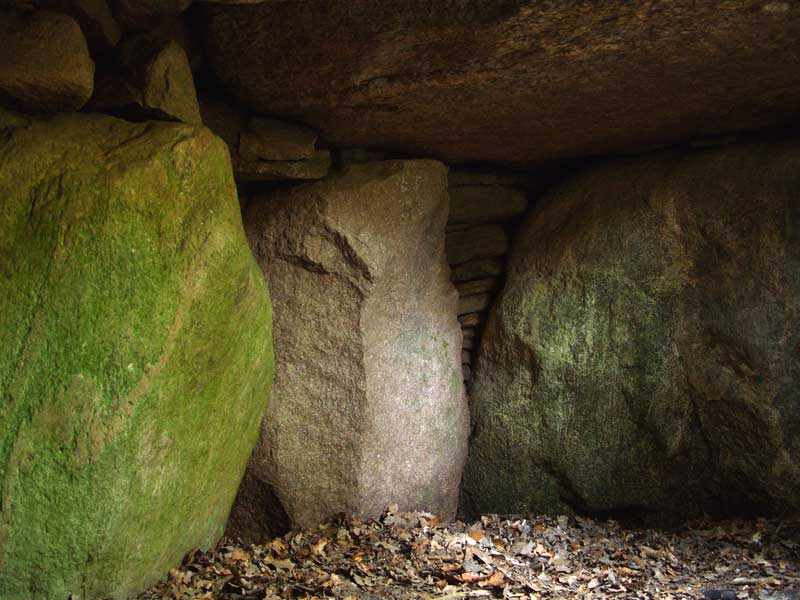